# Buy one give one
Buy one, give one is een vorm van cause marketing waarbij voor elk verkocht product ook een soortgelijk product naar iemand gaat die het minder goed heeft.

## Geschiedenis
In Amerika is het concept populair gemaakt door TOMS Shoes. Sinds de oprichting in 2006 hebben ze meer dan een miljoen schoenen verkocht en tevens evenzoveel schoenen gedoneerd aan kinderen over de hele wereld. Hoewel TOMS Shoes rechtstreekse ontwikkelingshulp uitvoert vanuit haar stichting gaan veel bedrijven een samenwerkingsverband aan met een bestaand goed doel.
Ook in Nederland begint deze vorm van cause marketing aan populariteit te winnen. In 2009 begon een grote Nederlandse bank met de actie 'Huis voor een huis'. Hierbij hebben klanten de optie om geld te doneren bij het afsluiten van een hypotheek. Deze donatie wordt vervolgens door de bank verdubbeld en van dit geld voor een huis gebouwd in Bangladesh. De actie heeft 759 gezinnen in Bangladesh een huis opgeleverd en gepland staat dat er 1 juli 2011 nog 1000 huizen bij komen. Met deze actie wilde deze bank zichzelf positioneren als maatschappelijk verantwoordelijke onderneming.

## Vormen
Het verwerken van een buy one, give one marketing strategie wordt gedaan op een van drie manieren:
- Korte campagne, bij deze vorm wordt voor een afgebakende tijd een samenwerkingsverband aangegaan met een goed doel.
- Langdurige samenwerking, waarbij de relatie voor meestal onbepaalde tijd is, maar de bijdrage meestal alleen financieel is.
- Holistische aanpak, hierbij wordt het buy one, give one-principe geïntegreerd in het businessmodel.

## Het goede doel
Bij elke vorm van buy one, give one is de geloofwaardigheid afhankelijk van de mate van overeenstemming van de waarden van de commerciële organisatie en die van het goede doel. Logischerwijs wordt verwacht dat deze op eenzelfde lijn liggen. Het niet zorgvuldig afstemmen de keuze welk goede doel te steunen en de activiteiten van het bedrijf kan ook averechts werken en tot negatieve publiciteit leiden, zoals bijvoorbeeld bij Earthwater. Het tegengaan van de waterproblematiek middels plastic flessen is tegenstrijdig.

## Kritiek
Critici zoals Valeria Budinich wijzen erop dat dit business model niet de oorsprong van de armoede tegen gaat maar symptoombestrijding, bijvoorbeeld bij Toms, kinderen kunnen dan wel schoenen hebben maar hebben misschien nog steeds niets te eten. Een ander punt van kritiek is dat de vraag naar lokaal geproduceerde goederen door het dumpen van gratis goederen op deze lokale markten daalt, hetgeen funest is voor de lokale economie.